# Roystonea altissima
Roystonea altissima es una especie de palma endémica de las colinas y montañas del interior de Jamaica.   Son encontradas usualmente a una elevación de 760m s. n. m.

## Descripción
Roystonea altissima es una palma alta que puede llegar a medir hasta 20 metros. El tallo o estípite es gris-claro-marrón con un diámetro de 25,5 a 35 cm. La parte superior del tallo está determinada por las vainas de las hojas (capitel) que puede llegar a medir de 1,4 a1,6 metros de largo. Los individuos tienen alrededor de 15 hojas con raquis de 4 metros de largo. Las inflorescencias de 1,2 metros. Los frutos son 11,4-15,3 mm de largos por 7,2-10,4 mm de ancho y son negros al madurarsee.

## Taxonomía
La especie fue descrita válidamente por primera vez por el botánico Philip Miller como Palma altissima. El botánico estadounidense Liberty Hyde Bailey redescribió la especie como Roystonea jamaicana por un aparente error en la descripción de Miller. En 1963 Harold E. Moore identificó a R. jamaicana como sinónimo de R. altissima.
Etimología
Ver: Roystonea
El epíteto altissima viene del Latín "la más grande", sin embargo, no es la especie más alta del género Roystonea (es R. oleracea.
Sinonimia
- Palma altissima Mill.
- Roystonea jamaicana L.H.Bailey[3]

### Nombres comunes
Roystonea altissima es conocida como "Jamaican cabbage tree", "Jamaican royal palm" o "mountain cabbage palm".